# 1290년

## 연호
- 원(元) 지원(至元) 27년
- 일본(日本) 쇼오(正応) 3년
- 쩐 왕조(陳朝) 쭝흥(重興) 6년

## 기년
- 원(元) 세조(世祖) 31년
- 고려(高麗) 충렬왕(忠烈王) 16년
- 쩐 왕조(陳朝) 인종(仁宗) 12년

## 사건
- 원나라가 강점했던 고려의 서북방(동녕부)을 반환.

## 사망
베아트리체 디 폴코 포르티나리 1290년 6월 8일 피렌체에서 사망.